# Magia de escena
La magia de escena presenta el arte del ilusionismo de forma que los elementos que son usados por el mago presentan un tamaño acorde a las dimensiones de proyección que ofrece tanto un salón como un teatro.
Asimismo las diversas técnicas que se ofrecen tanto manipulativas como de desarrollo visual y psicológico, adquieren su mayor esplendor ya que es necesario su excelente ejecución para el acercamiento entre el artista y el espectador.
Es una presentación para un grupo grande de personas, con implementos tan variados, que van desde objetos de pequeña magnitud hasta algunos de gran magnitud.
El repertorio del mago puede ser variado o simplemente dedicarse a un tipo de magia; como por ejemplo, un mago que se dedique a la cartomagiailusión  de escenario, levitación y humor, entre otros; y otro mago se puede dedicar exclusivamente a lo que es el mentalismo.   
Se hace uso tanto de la música como de medios visuales como apoyo y para llegar donde no pueda llegar el ejecutante en el interior del espectador.
- Datos: Q5989774